# Yanji Zhonglu
Yanji Zhonglu (chiń. 延吉中路站) – stacja początkowa metra w Szanghaju, na linii 8. Zlokalizowana jest pomiędzy stacjami Huangxing Gongyuan i Huangxing Lu. Została otwarta 29 grudnia 2007.